# ジム・シェイ
ジェームス・エドモンド・シェイ・ジュニア (James Edmound Shea Jr.、1968年6月10日 -) はアメリカの元スケルトン選手。2002年のソルトレークシティ五輪で金メダルを獲得した。その五輪の開会式で選手宣誓する選手に選ばれた。父のジム・シェイ・シニアとともに聖火をキャミー・グラナートとピカボ・ストリートに渡した。彼らは1980年のアメリカ男子ホッケーチームに渡しコールドロンへ点火された。オリンピックの直前には2002年の年頭教書でファーストレディーのローラ・ブッシュの席のゲストであった。

## 経歴
シェイは冬季五輪に3世代にわたって参加している。父は1964年にノルディック複合とクロスカントリースキーに出場し、祖父のジャック・シェイは1932年のレークプラシッドのスピードスケートで2つの金メダルを獲得している 。祖父も1932年の開会式で選手宣誓を行っている。コネチカット州ウエストハートフォードで生まれ育ち、十代最後の頃にニューヨーク州レークプラシッドへ移った 。アメリカ人では初めてワールドカップレースとワールドチャンピオンシップで優勝し、アメリカ人では誰よりもワールドカップの優勝を果たしている。2005年10月に引退した。
FIBT世界選手権では、全てのメダルを獲得している。1999年に金、1997年に銀、2000年に銅 (オーストリアのアレキサンダー・ミュラーと3位タイ) を獲得した。男子スケルトンワールドカップでの最高シーズン総合成績は1998-9年、2000-1年の2度獲得した3位であった。彼の努力と世界選手権の地位はメダルスポーツとしてのスケルトンの再導入を後押しした。
シェイ・ファミリー・ファウンデーションを設立し、スポーツで子どもを援助しそのための資金を集めている。現在はユタ州経済開発委員会に勤務している。
救急医療の医師ケリーと結婚し、2人の娘をもうけ、ユタ州パークシティに暮らしている。